# Núcleo dorsal del rafe
El núcleo dorsal del rafe se encuentra en la línea media del tronco cerebral y es parte del núcleo del rafe, que consiste en las subdivisiones rostral y caudal.
- El aspecto rostral del rafe dorsal se divide en cuatro subnúcleos: interfascicular, ventral, dorsal y ventrolateral.

- Las proyecciones del núcleo dorsal del rafe varían topográficamente y, por lo tanto, los subnúcleos difieren en sus proyecciones.[1]

Un mayor número de células en la cara lateral de la dorsal del rafe es característico de los seres humanos y otros primates.

## Serotonina
La dorsal del rafe es el más grande núcleo serotoninérgico y ofrece una proporción considerable de la inervación de serotonina en el cerebro anterior.
Neuronas serotoninérgicas se encuentran en todo el núcleo dorsal del rafe y tienden a ser más grande que las otras células. Una importante población de células que sintetizan sustancia P se encuentran en los aspectos rostral, muchos de estos coexpresando serotonina y sustancia P. También hay una población de neuronas sintetizadoras de catecolaminas en la rostral dorsal del rafe, y estas células parecen ser relatívamente grandes.
El núcleo dorsal del rafe es rico en autorreceptores de serotonina pre-sináptica 5-HT1A, y es creído que la acción de los inhibidores selectivos de la recaptura de la serotonina (SSRIs) en esta región es responsable de la latencia su efecto antidepresivo.

## Proyecciones
Se ha demostrado que el diez por ciento de los axones del núcleo dorsal del rafe de la rata es proyección para la amígdala, mientras que sólo las células medianas parecen proyección para el núcleo caudado y el putamen y el bulbo olfatorio.

## Papel en la retirada de la morfina inducida por naloxona
El núcleo dorsal del rafe también ha sido implicado en la retirada de morfina inducida por naloxona. Se sabe que los receptores opioides endógenos existentes en el núcleo dorsal del rafe, y que es un punto central como regulador ascendente y descendente. Pourshanazari et al. mostró en su documento del 2000 que la estimulación eléctrica del núcleo dorsal del rafe parcialmente puede aliviar los síntomas de abstinencia a la morfina a través de la estimulación eléctrica del núcleo del rafe en cuestión.
Estos resultados son fascinantes, pero no se proporcionó el control de la propagación de la carga eléctrica hacia otras partes del tallo cerebral. Es muy posible que la carga se extendienda al núcleo del rafe magno e inducida analgesia sobre las ratas. Sabiendo que la difusión de la carga a través de un área tan corta es muy plausible, ya que es una conexión alternativa para el rafe magno, estos resultados podrían ser cuestionados.

## Papel en la narcolepsia
Wu M.F. et al. estudiaron la dorsal del rafe en cuanto guarda relación a narcolepsia, esto es lógico, se sabe que los núcleos del rafe juegan un papel en el ciclo sueño / vigilia. La cataplexia es el síntoma de la narcolepsia cuando la plena conciencia del entorno se mantiene, pero toda tonicidad muscular se pierde. Esto se ha pensado para ser una disociación de lo que sucede normalmente durante el sueño con MOR, cuando todos los músculos pierden tonicidad a excepción de los ojos. El núcleo dorsal del rafe proyecta al hipotálamo lateral, junto con el locus coeruleus y el núcleo tuberomamiliar. Los neurotransmisores de estos tres núcleos mencionados, que se proyectan al hipotálamo lateral, son la serotonina, la noradrenalina y la histamina, respectivamente. Estos neurotransmisores están en plena actividad durante las horas de vigilia, en parte activa durante el sueño sin MOR, y casi han cesado durante el sueño con MOR. En los gatos con lesiones pontinas, su atonía normal no está presente, el dorsal del rafe está en plena actividad, en comparación con el cese de la acción en condiciones normales. Un relajante muscular, conocido como Mefemesina, reduce la actividad del núcleo dorsal del rafe, así como las microinyecciones de carbacol (que induce atonía mientras está despierto).